# 安森 (緬因州普查規定居民點)
安森（英語：Anson）是位於美國緬因州薩默塞特縣的一個普查規定居民點。

## 人口
根據2020年美國人口普查的數據，安森的面積為3.52平方千米，當中陸地面積為3.36平方千米，而水域面積為0.16平方千米。當地共有人口680人，而人口密度為每平方千米193.18人。